# Ware für Katalonien
Ware für Katalonien ist ein deutscher Kriminalfilm der DEFA von Richard Groschopp aus dem Jahr 1959. Er beruht auf wahren Gegebenheiten.

## Handlung
In einer Gartenlaube wird ein Toter gefunden. Im Zug nach West-Berlin verhaften Polizisten eine ältere Dame, in deren Tasche ein Fernglas gefunden wird. Es stellt sich heraus, dass der Tote Teil eines Schmugglerrings war, der im Bereich der Optikschiebung aktiv war. Die alte Frau wiederum brachte regelmäßig optische Geräte aus der DDR zu ihrem Sohn in die „Kant-Klause“ nach West-Berlin, die offenbar ein zentraler Umschlagplatz der Schmuggelware ist. Unterleutnant Schellenberg, gerade erst zum Dezernat für Optikschiebung hinzugestoßen, und Leutnant Hasselbach befassen sich mit dem Fall. Die schöne Verkäuferin Sabine Falk, die in ihrem HO-Laden einen Optikschieber entlarvt und verhaften lässt, wird bald von beiden Polizisten umgarnt, entscheidet sich am Ende jedoch für Schellenberg.
Auch die junge Marion Stöckel hat scheinbar einen Verehrer: Bei einem Ausflug nach West-Berlin lernte sie den galanten Bob Georgi kennen, der ihr schon bald den Hof macht und sich schließlich sogar mit ihr verlobt. Was Marion nicht ahnt, ist, dass Bob als „Der dicke Bob“ Kopf der Schmugglerbande für Optikgeräte ist. Höher steht nur sein Kompagnon Hasso Teschendorf, genannt „Der Spanier“. Bob, der sich von Hasso übervorteilt fühlt, will seine eigene Organisation gründen und nutzt Marions Wohnung als Zwischenlager für abgezweigte Schmuggelware.
Gemeinsam mit Marion und Hasso geht er auf „Verlobungsreise“ in die BRD, und über Frankreich nach Spanien, wo zahlreiche optische Geräte an den Endabnehmer geliefert werden. Als Hasso zurück in West-Berlin bemerkt, dass ihn Bob hintergehen will, lässt er ihn zusammenschlagen und holt sich bei Marion die geschmuggelte Ware ab. Als wiederum Bob seine Ware bei Marion holen will und diese bereits verschwunden ist, zeigt Bob sein wahres Gesicht. In der Zwischenzeit ist die Polizei Bob und Hasso auf die Spur gekommen und verhaftet Bob, als er Marions Wohnung verlassen will. Hasso wiederum wird an der Grenze zu West-Berlin gestellt und von Schellenberg auf der Flucht zum Brandenburger Tor überwältigt.

## Produktion
Ware nach Katalonien entstand auf Anregung des Innenministeriums der DDR. Der Film befasst sich mit realen Vorgängen, wobei die Figur des Hasso Teschendorf an Hasso Schützendorf angelehnt ist, der als Optikschmuggler tätig war. Im Gegensatz zum Film konnte sich Schützendorf der Verhaftung entziehen und nach Spanien fliehen, wo er erst 2003 verstarb.
Ware für Katalonien wurde unter dem Arbeitstitel Der Fall Schützendorf unter anderem in Ostberlin gedreht. Der Film erlebte am 6. März 1959 im Leipziger Capitol seine Premiere und kam am 13. März 1959 in die Kinos der DDR.

## Kritik
Karl-Eduard von Schnitzler lobte Ware für Katalonien im Filmspiegel als „beste[n] Kriminalfilm, den unsere DEFA bisher gedreht hat.“ Der Film besitze eine überzeugende „Treue im Detail [und] eine bemerkenswerte Schauspieler- und Dialogführung“.
Das Lexikon des internationalen Films nannte Ware für Katalonien einen „nach authentischen Fällen gut gebaute[n] Kriminalfilm mit ansprechenden schauspielerischen Leistungen.“

## Auszeichnung
Regisseur Richard Groschopp wurde für Ware für Katalonien 1959 mit dem Kunstpreis der DDR ausgezeichnet.